# Alcair ibne Maomé ibne Alcair
Alcair ibne Maomé ibne Alcair (al-Khayr ibn Muhammad ibne al-Khayr) foi um emir dos magrauas no século X, governando cerca de 971, e um dos membros do clã dos Banu Cazar.

## Vida
Alcair era filho do emir Maomé ibne Alcair (r. 962–971). Sucedeu ao pai depois de seu suicídio em 15 de fevereiro de 971 devido a sua derrota perante tropas do Califado Fatímida perto de Tremecém. Logo, os magrauas receberam o apoio do exército de Jafar ibne Ali ibne Hamadune, antigo governador fatímida do Zabe, e os aliados infligiram uma esmagadora derrota sobre o exército fatímida que os atacou perto de Tierte, matando Ziri ibne Manade. Porém, logo outra força fatímida apareceu diante os magrauas, que foram obrigados a evacuar o Magrebe Central, cruzando o rio Mulucha e tomando refúgio no Magrebe Ocidental. Primeiro alcançaram o litoral de Ceuta e Tânger, sob domínio do Califado de Córdova, onde contactaram o califa Aláqueme II (r. 961–976). Pouco depois Bologuine ibne Ziri, perseguiu-os até o interior do Magrebe Ocidental, derrotando-os perto de Sijilmassa. Alcair foi capturado e morto por tropas fatímidas e seu poder foi dado a seu filho Maomé.